# Zemljopis Namibije
Namibija je s 825.418 km2 34. zemlja po veličini (nakon Venezuele).  Nakon Mongolije, Namibija je najrijeđe naseljena zemlja na svijetu s 2,5 stanovnika po četvornom kilometru.

Namibijski krajolik se sastoji uglavnom od pet zemljopisnih područja: Središnja visoravan, pustinja Namib, Velike strmine, Bushveld i Kalahari. Svako područje je za sebe karakteristično po vegetaciji i reljefu neki dijelovi područja se i preklapaju.
Namibija ima više od 300 sunčanih dana godišnje. Nalazi se na južnom rubu tropa, jarčeva obratnica reže zemlju na pola. Zima je od lipnja do kolovoza. Klima je općenito suha, kišne sezone pojavljuju se u ljeto, mala kišna sezona je od rujna do studenoga, a jedna veća u veljači i travnju.Vlažnost je niska, a prosječna količina oborina varira od gotovo nula u obalnim pustinjama na više od 600 mm u Pojasu Caprivi. Zbog suhe zime snijega ima vrlo rijetko. Posljednji snijeg je bio prijavljen na Spreetshoogte Passu u lipnju 2011. godine.
Glavni i najveći grad, Windhoek, nalazi se u središtu zemlje. Drugi važni gradovi su Arandis (rudarski grad), 
Walvis Bay (morska luka), Oshakati (glavni poslovni centar sjevera), Swakopmund (turizam ) i drugi.

## Statistika
- lokacija: Južna Afrika,
- geografski koordinate: 22 ° 00'S 17 ° 00'E
- površina:
- ukupno: 825.418 km ²
- zemljište: 825.418 km ²
- voda: 0 km ²

- državne granice:
- ukupno: 3.824 km
- granične zemlje: Angola 1.376 km, Bocvana 1.360 km, Južna Afrika 855 km, Zambija 233 km
- duljina obale: 1.572 km

- najniža točka: Atlantski ocean 0 m
- najviša točka: Brandberg 2 573 m

- prirodni resursi: dijamanti, bakar, uran, zlato, olovo, kositar, litij, kadmij, cink, sol, vanadija, prirodni plin, hidroenergija, riba

- korištenja zemljišta:
- obradivo zemljište: 0,99% (1998. godine) 1% (1993.)
- stalni usjevi: 0% (1998., 1993.)
- trajni pašnjaci: 46% (1993.)
- šume i šumsko područje: 22% (1993.)
- drugo: 99,01 (1998.), 31% (1993.)
- navodnjavano zemljište: 70 km ² (1998.), 60 km ² (1993.)
- prirodne opasnosti: duga razdoblja suše
- okoliš - trenutni problemi: vrlo ograničeno prirodni slatkovodni resursi; dezertifikacija